# Муна, Алоис
Алоис Муна (чеш. Alois Můňa; 23 февраля 1886, Лысице, Австро-Венгрия — 2 августа 1943, Кладно, Чехословакия) — деятель чехословацкого и международного коммунистического движения, председатель ЦИК КП Чехословакии в 1923—1924, публицист.

## Биография
По профессии портной. Активно участвовал в деятельности Чешской социал-демократической партии. После начала Первой мировой войны был мобилизован в австро-венгерскую армию, на Восточном фронте попал в русский плен.
Активно поддержал Революцию 1917 года. В Киеве выпускал стоящую на большевистских позициях газету «Свобода» (чеш. Svoboda) на чешском языке, а затем в Москве газету «Пионер свободы» (чеш. Průkopník svobody). Возглавил чехословацкую коммунистическую группу в Советской России.
Вернувшись в Чехословакию, активно участвовал в создании Коммунистической партии Чехословакии на базе левого крыла ЧСДП. За революционную деятельность в июне 1919 был арестован. В 1919—1929 выпускал в Кладно коммунистическую газету «Свобода». В 1921 повторно арестован, поэтому на Третьем конгрессе Коминтерна был избран в состав Президиума заочно. После освобождения из заключения уехал в Советскую Россию, принял участие во Втором расширенном пленуме ИККИ (июнь 1922). На Четвёртом конгрессе Коминтерна (ноябрь 1922) избран кандидатом в члены ИККИ, на Пятом конгрессе Коминтерна — членом ИККИ и кандидатом в члены Президиума ИККИ, участвовал в работе Пятого расширенного пленума ИККИ (март-апрель 1925).
В 1922—1924 председатель ЦИК КПЧ. На парламентских выборах 1925 избран депутатом в Национальное собрание Чехословакии.
В 1929 выступил против нового руководителя КПЧ Клемента Готвальда, который выступал на радикальных позициях со своими сторонниками, так называемыми «Карлинскими мальчиками». В июне 1929 был исключён из партии как оппортунист, после чего сформировал с Алоисом Нейратом группу «Ленинской оппозиции». В 1930 вернулся в ряды социал-демократии.